# Вознесенский, Дмитрий Павлович (военный деятель)
Дмитрий Павлович Вознесенский (1902, Ярославль — 1982) — советский военный деятель, полковник НКВД СССР и Войска Польского, начальник Главного управления информации Войска Польского в 1946—1954 годах. Зять Кароля Сверчевского, генерала Войска Польского.

## Биография
1902 года рождения. Русский. Родом из священнослужителей. Отец и дед были священниками с. Брейтово Мологского уезда Ярославской губернии (нынешний Брейтовский район).
В рядах РККА с 1924 года. Работу в ОГПУ-НКВД начал в 1924 году, с 1925 году сотрудник военной контрразведки (Особый отдел ОГПУ), в 1931 году направлен в Секретный оперативный отдел. Работал там до реорганизации советских органов государственной безопасности в 1934 году — преобразования ОГПУ в ГУГБ НКВД СССР. Затем — сотрудник Особого отдела ГУГБ НКВД СССР, с сентября 1938 года — в 4-м отделе ГУГБ НКВД СССР.
Работал в Управлении НКВД по Курской области. Произведён 23 февраля 1936 года в старшие лейтенанты государственной безопасности. Занимал посты:
- помощник начальника Особого отдела УНКВД Курской области (до 23 апреля 1936)[3]
- временно исполняющий должность начальника Особого отдела УНКВД Курской области (с 23 апреля 1936)[3]
- заместитель начальника 3-го отдела УНКВД Курской области (с 20 июля 1937)[4]

В феврале 1941 года в ходе очередной реорганизации ГУГБ НКВД был разделён на НКВД СССР и на НКГБ СССР: Вознесенский продолжил работу в 3-м отделе НКВД СССР, в военной контрразведке.
С начала Великой Отечественной войны участвовал в сражениях на Карельском, Калининском и Западном фронтах (с июня по декабрь 1941, с октября 1942 и до конца войны). Руководил различными подразделениями 3-го отдела.
С октября 1942 года возглавлял отдел контрразведки СМЕРШ при 2-м штурмовом авиакорпусе; к 15 ноября 1943 года, согласно документам НКВД, отделом контрразведки были выявлены 17 гитлеровских шпионов. По состоянию на 1943 год имел звание подполковника.
В мае 1944 года в звании полковника был направлен в Народное Войско Польское; в звании полковника Войска Польского возглавил отдел информации 1-й польской армии (контрразведывательный отдел). В октябре 1944 года назначен главой Управления информации 1-й армии Войска Польского, позже начал работу над созданием информационного отдела в 3-й армии Войска Польского. В связи с нехваткой личного состава работа над информационным отделом в 3-й армии была прекращена, и Вознесенский вернулся в 1-ю армию. Возглавил затем информационный отдел 2-го Быдгощского военного округа.
В ходе наступательных операций советских войск в Восточной Германии отвечал за контрразведывательную работу в Войске Польском
Согласно свидетельствам польских диссидентов, Вознесенский провёл массовые кадровые чистки в Войске Польском (так называемые «Замойско-Любельское» и «Быгдощское» дела).
В марте 1945 года произведён в полковники.
На июль 1945 года занимал пост начальника отдела информации 1-й армии Войска Польского.
Работал заместителем начальника Главного управления информации Войска Польского. В мае 1947 года пост начальника ГУИ занял Стефан Куль, однако в июне 1950 года Куля уволили за злоупотребления. 6 июня Вознесенский стал главой ГУИ, приступив к полномочиям 1 апреля 1951 года. 21 декабря 1953 года заменён на посту главы ГУИ полковником Каролем Бонковским. Организатор чисток в офицерском составе Войска Польского; одним из наиболее известных дел стало дело генерала Станислава Татара (показной «Процесс над генералами» или процесс Татара — Утника — Новицкого).
В 1954 году вернулся в СССР, где был арестован и осуждён 2 ноября 1955 года ВКВС СССР (10 лет тюрьмы). Умер в 1982 году.
Супруга — Зора Карловна Сверчевская (род. 10 октября 1924), дочь генерала Кароля Сверчевского и автор книги «Солдат трех армий. Кароль Сверчевский: рассказ об отце».

## Награды
- Орден Отечественной войны I степени (21 февраля 1944)[5][8] — за образцовое выполнение боевых заданий Командования на фронте борьбы с немецкими захватчиками и проявленные при этом доблесть и мужество[1]
- Орден Красного Знамени:
  - 3 ноября 1944[11] — за долголетнюю и безупречную службу в Красной Армии[12][8][13]
  - 16 февраля 1945 — за образцовое выполнение боевых заданий Командования на фронте борьбы с немецкими захватчиками и проявленные при этом доблесть и мужество[14]
  - 31 мая 1945[15] — за образцовое выполнение боевых заданий командования на фронте борьбы с немецкими захватчиками и проявленные при этом доблесть и мужество[8]
  - 29 июня 1945[10]
  - 13 июня 1952[11]
- Орден Ленина (6 ноября 1947)[11]
- Медаль «За оборону Москвы»[16]